# 大叶刺篱木
大叶刺篱木（学名：Flacourtia rukam），又名羅庚果、羅庚梅，为大風子科羅庚果屬下的一种喬木，原产于苏门答腊。

## 形态

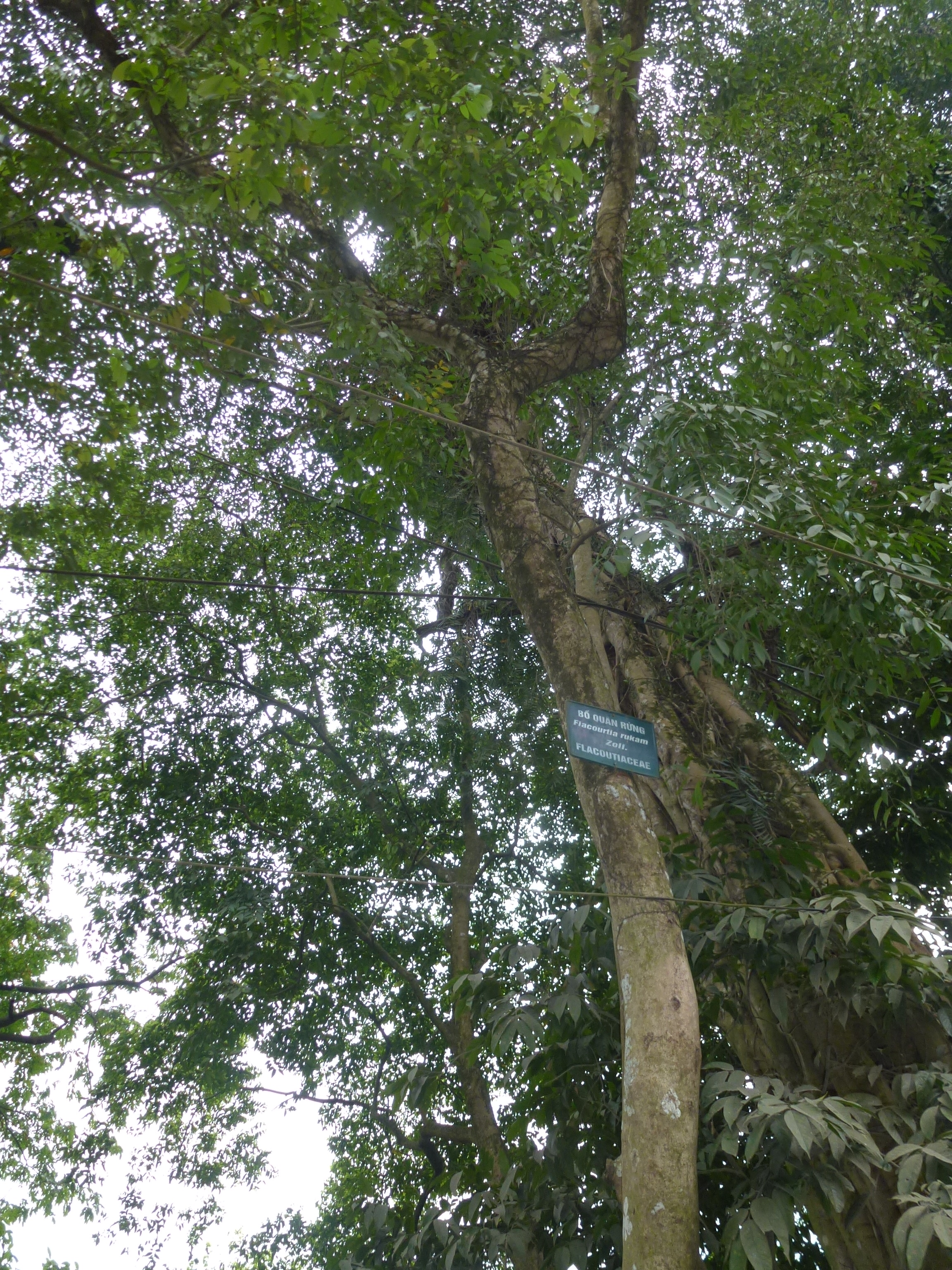
一株大叶刺篱木

高5-15米。其樹皮呈灰褐色；葉近革質，橢圓形，邊緣有鈍齒；开黄绿色小花，總狀花序腋生或圓錐花序頂生，花期4-5月；结扁圆形浆果，果实为綠色或深红色，果期6至10月。

## 扩展阅读
- 維基物種上的相關：羅庚果